# Джованнетти, Лучано (спортсмен)
Луча́но Джованне́тти (итал. Luciano Giovannetti; 25 сентября 1945 года, Пистоя) — итальянский стрелок, выступавший в дисциплине трап. Двукратный олимпийский чемпион 1980 и 1984 годов, чемпион мира.

## Карьера
Первым успехом в карьере Джованнетти стала победа в составе команды на домашнем чемпионате мира 1979 года в Монтекатини-Терме.
Через год итальянец участвовал в московской Олимпиаде. Из-за бойкота Олимпиады рядом стран (в том числе и Италией), Джованнетти выступал под олимпийским флагом. В состязаниях среди мастеров трапа итальянцу не было равных. Он набрал 198 баллов и на два балла опередил своих ближайших преследователей, став олимпийским чемпионом. 
В 1982 году в Каракасе Джованнетти завоевал своё первое и единственное индивидуальное золото чемпионата мира. Помимо индивидуального золота он вновь стал сильнейшим и в составе команды.
На Олимпиаде в Лос-Анджелесе итальянец стал первым в истории спортсменом, который успешно защитил звание чемпиона в трапе. На этот раз он набрал одинаковую сумму (192 балла) с американцем Карлайлом и перуанцем Босой. Судьбу золота решил дополнительный раунд, где итальянец промахнулся лишь единожды, став олимпийским чемпионом.
В 1988 году на Олимпиаде в Сеуле итальянец выступил неудачно, заняв с результатом 190 очков только 18-е место.